# الخدمة الفيدرالية لعقود الدفاع (روسيا)
الخدمة الفيدرالية لعقود الدفاع في الاتحاد الروسي (بالروسية: Федеральная слуба по оборонному заказу، الاسم المختصر Rosoboronzakaz) كان المكتب الحكومي الذي يتبع وزارة الدفاع الروسية.
وكانت تسيطر وتشرف على السلطات التنفيذية المركزية والإقليمية الروسية والمسؤولين عندما عملوا في مجال التعاقد على الخدمات لاحتياجات الوزارة.

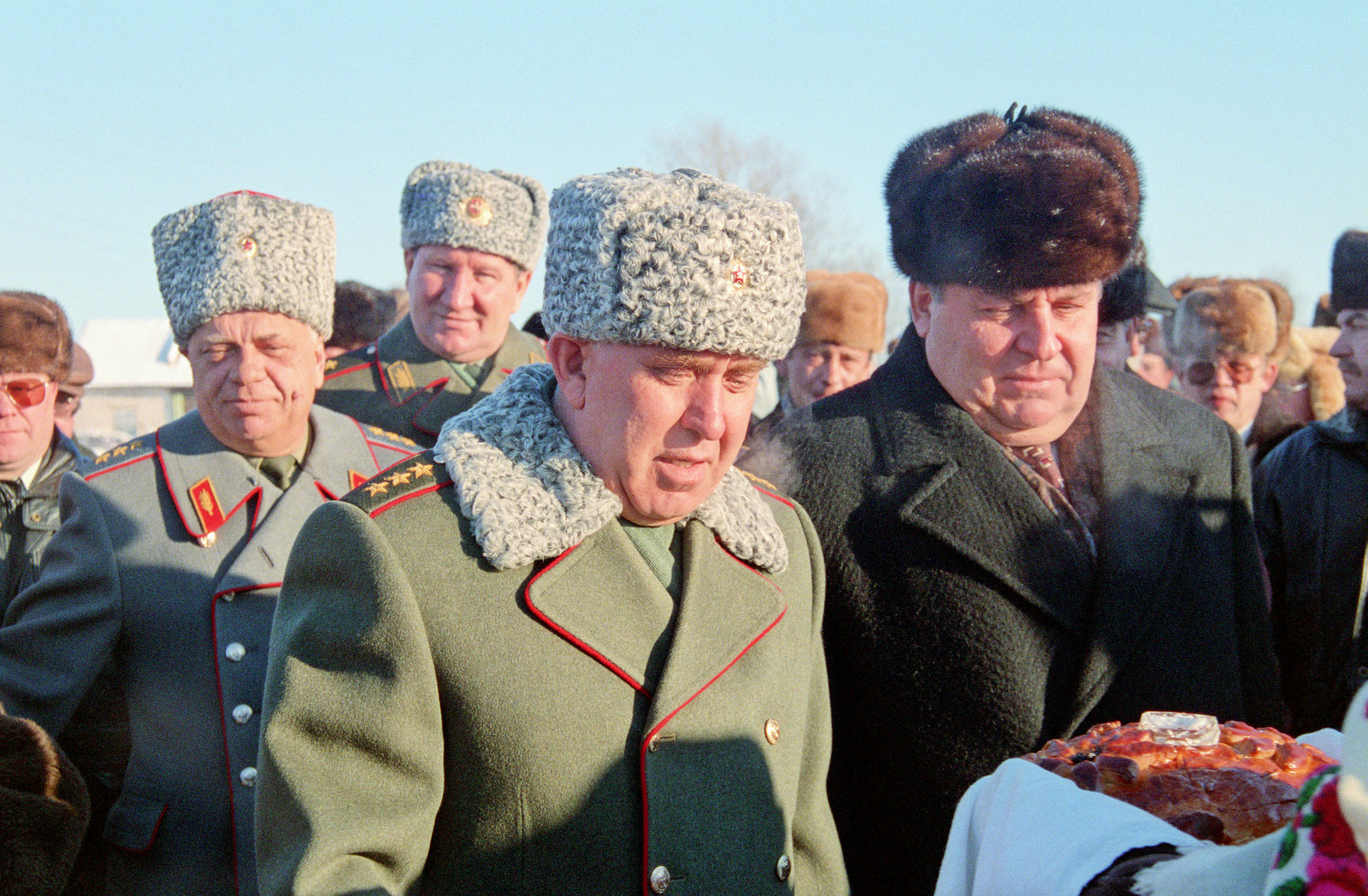
رئيس روسوبورونزاكاز سيرجي مايف في عام 1998 (عندما كان يعمل في وزارة الدفاع).

تشكلت في 11 مارس 2003. وفي 8 سبتمبر 2014، اتفق الرئيس فلاديمير بوتين ورئيس الوزراء ديمتري ميدفيديف على حلها. نقلت وظائف روسوبورونزاكاز إلى الخدمة الفيدرالية لمكافحة الاحتكار. ونقل ترخيص خدمات العقود الدفاعية الأخرى إلى وزارة الصناعة والتجارة.